# Panzerkampfwagen II
PzKpfw II (Panzerkampfwagen II) – niemiecki czołg lekki, wykorzystywany w pierwszych latach II wojny światowej. Aż do 1941 roku był podstawowym czołgiem w dywizjach pancernych III Rzeszy. Słabe opancerzenie, dochodzące do 35 mm od frontu i wynoszące zaledwie 14,5 mm z boku i z tyłu, czyniło go niezwykle wrażliwym na ogień nieprzyjacielskich czołgów i dział. Także uzbrojenie, które stanowiło działo kalibru 20 mm, było niewystarczające by zniszczyć większość wrogich wozów pancernych. Czołg ten nie był jednak przeznaczony do walki z innymi czołgami, ale do wspierania piechoty. W 1942 roku zdegradowano go do działań rozpoznawczych i przeciwpartyzanckich i starano się go zastąpić czołgami średnimi PzKpfw III i PzKpfw IV.
W toku wojny powstało kilkanaście wersji PzKpfw II. Ostatecznie produkcję zakończono w styczniu 1944 roku. Czołgi tego typu brały jednak udział w walkach na wszystkich frontach, aż do końca wojny. Na bazie podwozi PzKpfw II skonstruowano również kilka typów innych pojazdów, m.in. dział samobieżnych, niszczycieli czołgów, wozów dowodzenia, transporterów amunicyjnych i czołgów pływających.

## Historia

### PzKpfw II Ausf. a1/a2/a3
Na początku 1934 roku niemiecki Urząd Uzbrojenia Armii Lądowej ogłosił konkurs na projekt czołgu lekkiego uzbrojonego w działo kalibru 20 mm, jako uzupełnienie lekkich czołgów PzKpfw I uzbrojonych tylko w karabiny maszynowe. Projekt otrzymał dla celów maskowania kodowe oznaczenie La.S.100, oznaczające ciągnik rolniczy o mocy 100 KM, stosowane następnie jako fabryczne oznaczenie tych czołgów. Początkowo zamierzano powierzyć konstrukcję firmie Krupp, lecz następnie do konkursu zaproszono też firmy MAN i Henschel. Firma MAN opracowała własną konstrukcję podwozia, która została zatwierdzona do produkcji. Zaprojektowanie nadbudówki i wieży powierzono od początku zakładom Daimler-Benz. Podwozie pojazdu składało się w pierwszej wersji małoseryjnej z sześciu kół nośnych i trzech kół podtrzymujących gąsienice po każdej stronie. Koła nośne połączone były parami, tworząc z każdej strony po trzy wózki, zawieszone wahliwie, połączone na zewnątrz wspólną ramą. Każdy wózek posiadał odrębny układ resorujący. Napęd wozu stanowił silnik Maybach HL 57 TR o mocy 130 KM, pozwalający na rozwinięcie prędkości do 40 km/h, i skrzynia biegów ZF SSG45 (6 biegów do przodu i 1 wstecz). Czołg był ochraniany płytami pancernymi, które w pierwszym modelu wykonane były ze stali niklowej o grubości do 13 mm i chroniły przed przeciwpancerną amunicją karabinową. W obrotowej wieży zamontowano działo 20 mm KwK 30 L/55, oraz karabin maszynowy MG34 kalibru 7,92 mm. Całkowita masa czołgu wynosiła 7600 kg, a jego załogę stanowiło trzech ludzi: dowódca/celowniczy, radiotelegrafista/ładowniczy, oraz kierowca/mechanik. Radiotelegrafista zajmował miejsce w lewej tylnej części przedziału bojowego, normalnie siedząc tyłem do kierunku jazdy. Pojazd otrzymał początkowo oznaczenie 2 cm MG Panzerwagen, które w 1936 roku zmieniono na Panzerkampfwagen II (2 cm). Pierwszy wariant małoseryjny, zamówiony w liczbie 75 sztuk, otrzymał oznaczenie Ausf. a (mała litera). Według najnowszej literatury, zbudowano po 25 czołgów odmian a/1, a/2 i a/3, różniących się drobnymi ulepszeniami. Pierwsze pięć czołgów Ausf. a/1 zostało dostarczonych wojskom do 1 października 1936 roku. W wersji a/2 wprowadzono między innymi możliwość demontażu ściany ogniowej oddzielającą załogę od silnika,  a w wersji a/3 powiększoną chłodnicę silnika. Wyróżnikiem wszystkich czołgów Ausf. a był krótszy kadłub z okrągłą osłoną wentylatora wydmuchującego powietrze chłodzące na płycie po lewej stronie przedziału napędowego (długość czołgu tej wersji wynosiła 438 cm).

### PzKpfw II Ausf. b
W czołgach drugiej małoseryjnej odmiany PzKpfw II Ausf. b dokonano zmiany przekładni napędowych i systemu chłodzenia silnika, z którego powietrze było teraz usuwane przez prostokątny otwór z opancerzoną żaluzją po prawej stronie płyty nasilnikowej. Pociągnęło to za sobą konieczność wydłużenia kadłuba o 38 cm. Zwiększono szerokość kół jezdnych i podtrzymujących, natomiast zmniejszono średnicę tych ostatnich. Od tej wersji wprowadzono  tańszą stal pancerną bez dodatku niklu, co pociągnęło konieczność zwiększenia grubości pancerza do 14,5 mm. Spowodowało to wzrost masy czołgu do 7900 kg. Na początku 1937 roku wyprodukowano 25 pojazdów tego typu. Ogółem powstało 100 czołgów Ausf. b, w ramach 2. serii La.S.100.

### PzKpfw II Ausf. c
W roku 1937 dokonano zasadniczych zmian w konstrukcji podwozia czołgu PzKpfw II. Zrezygnowano mianowicie z wózków, na rzecz pięciu par niezależnych kół nośnych o większej średnicy. Każde z nich było zawieszone na własnym pół resorze eliptycznym, co poprawiło właściwości jezdne, oraz zdolność pojazdu do pokonywania przeszkód. Zwiększono także liczbę kół podtrzymujących, z trzech do czterech par, oraz zmieniono kształt kół napędowych i napinających. Silnik zmieniono na Maybach HL 62 TR o mocy 140 KM. Modyfikacje te skutkowały wzrostem masy czołgu do 8900 kg. Wyprodukowano 75 sztuk tej wersji.

### PzKpfw II Ausf. A/B/C

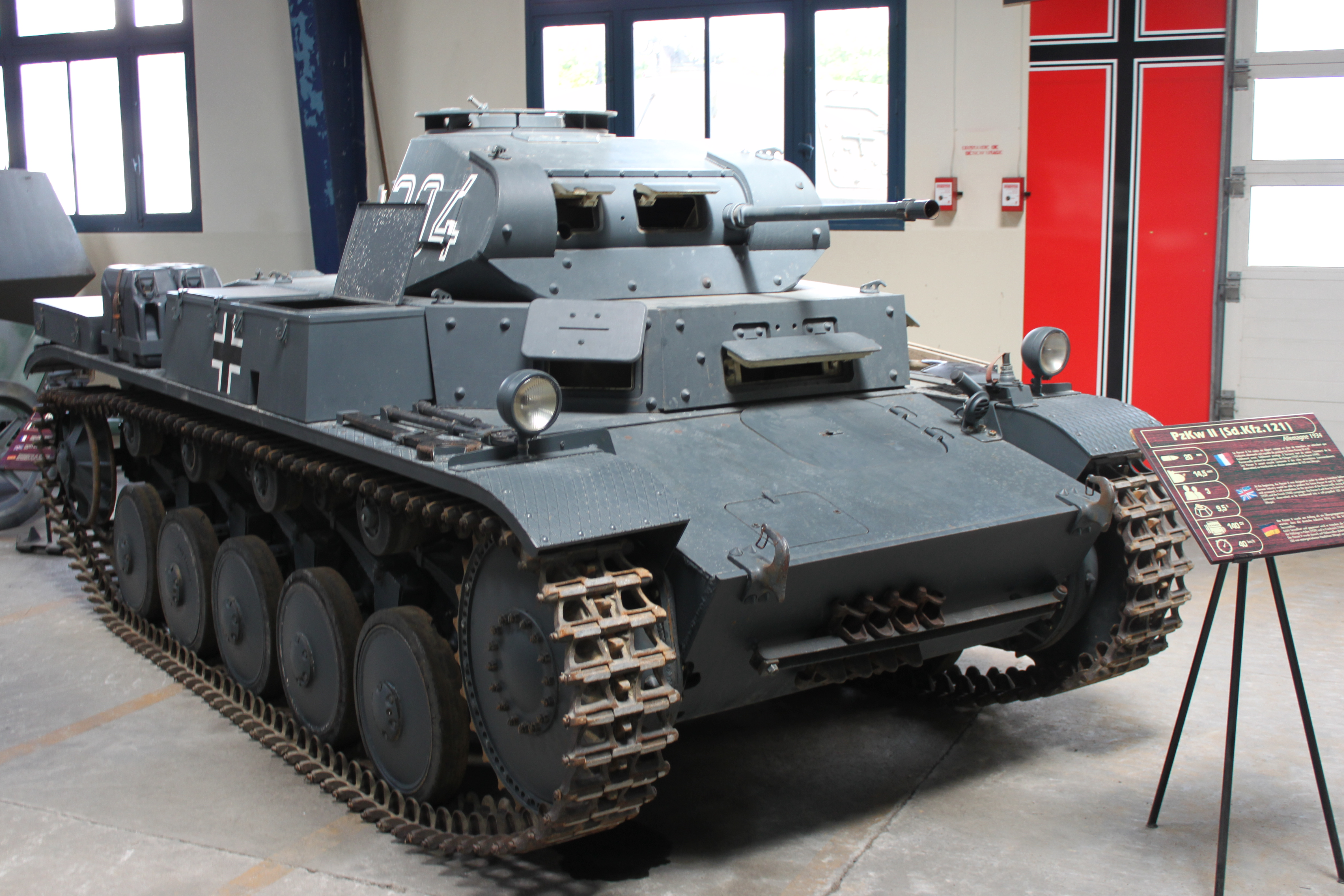
PzKpfw II Ausf. C w Musée des Blindés, Saumur

W połowie 1937 roku rozpoczęto wielkoseryjną produkcję czołgu PzKpfw II ze zmodyfikowanym silnikiem Maybach HL 62 TRM o mocy 103 kW/140 KM. Czołgi budowano jednocześnie w trzech wersjach: A, B i C. Wersje A i B różniły się jedynie technologią produkcji. Natomiast wersja C posiadała poprawiony układ chłodzenia silnika, zwiększono grubość szyb pancernych w szczelinach obserwacyjnych z 12 do 50 mm, pogrubiono pancerz płyty czołowej kadłuba o 20 mm, a jarzmo broni wzmocniono płytami pancernymi o grubości 14,5 mm i 20 mm. Przód kadłuba tworzyły dwie spawane płyty o grubości 14,5 i 20 mm połączone pod kątem 70°, w niektórych pojazdach zmodyfikowano właz główny (dwudzielny właz na wierzchu wieży zastąpiono wieżyczką obserwacyjną dowódcy, pozwalającą na obserwację terenu wokół czołgu w zakresie 360°). Po kampanii wrześniowej zaczęto mocować do kadłuba wokół podstawy wieży kątownik, który chronił mechanizm obrotowy wieży przed zaklinowaniem na skutek ostrzału nieprzyjaciela. Do 1938 roku zbudowano 1113 pojazdów Ausf.c/A/B/C.

### PzKpfw II Ausf. D/E

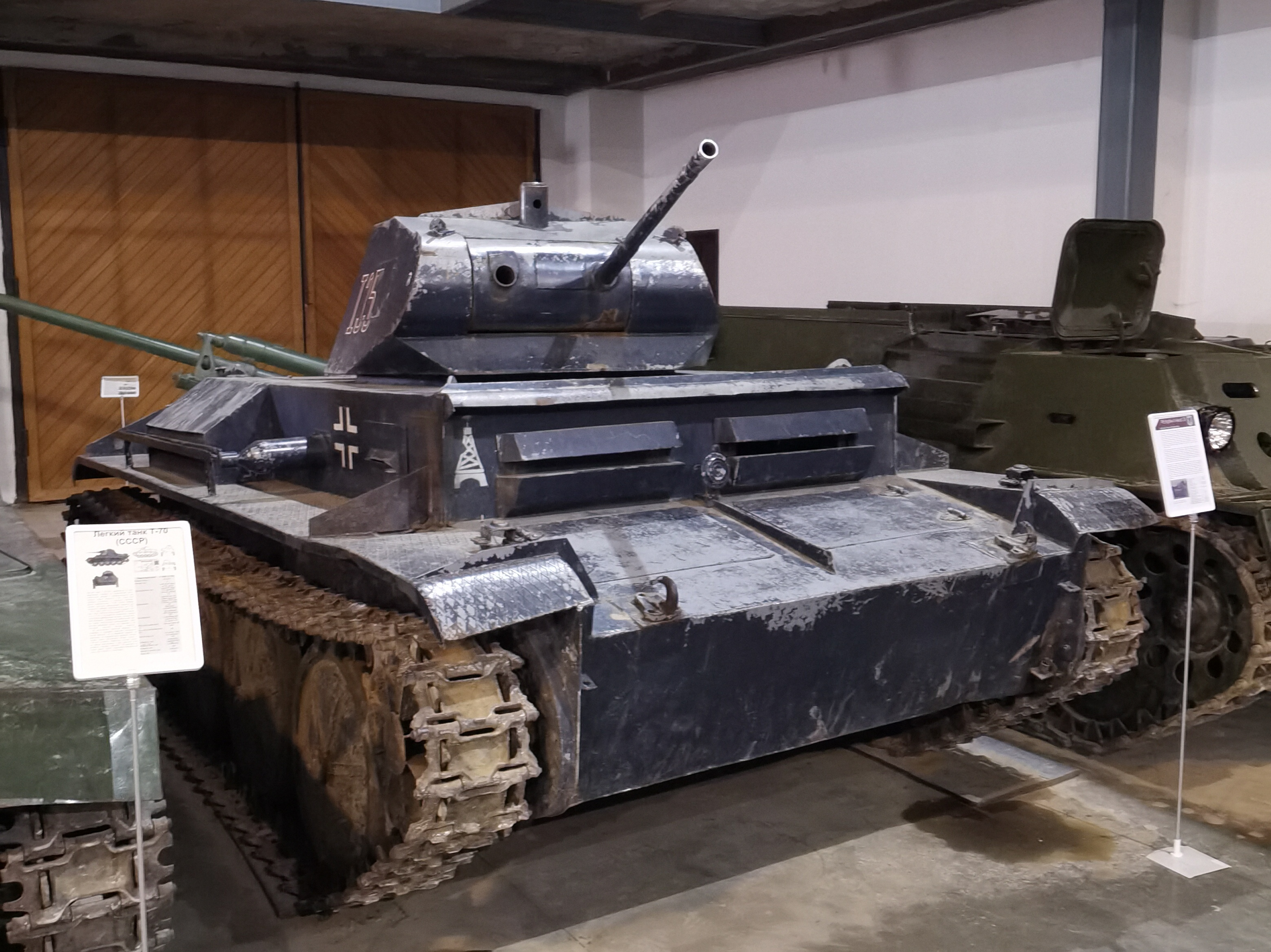
Panzer II Ausf. D

Już w roku 1938, zdano sobie sprawę z faktu, iż czołg PzKpfw II jest zbyt wolny, by być dobrym czołgiem rozpoznawczym. Rozpoczęto więc prace nad nowym podwoziem typu Christie. Posiadało ono cztery pary dużych, samonośnych kół jezdnych. Dzięki temu, można było zrezygnować z kół podtrzymujących. Przeprojektowano również cały kadłub i wymieniono skrzynie biegów na nową Variorex VG102128H (7 biegów do przodu i 3 wstecz). Reszta pozostała bez zmian. Dzięki tym innowacjom, wóz mógł rozwijać prędkość do 55 km/h. Masa całkowita wynosiła 10 000 kg. Tak powstały modele PzKpfw II Ausf D i E. Model E posiadał wzmocnione zawieszenie i inny typ kół napinających. Łącznie zbudowano 143 czołgi obu typów (inne źródła mówią, że powstały 43 czołgi obu wersji).

### PzKpfw II Ausf. F

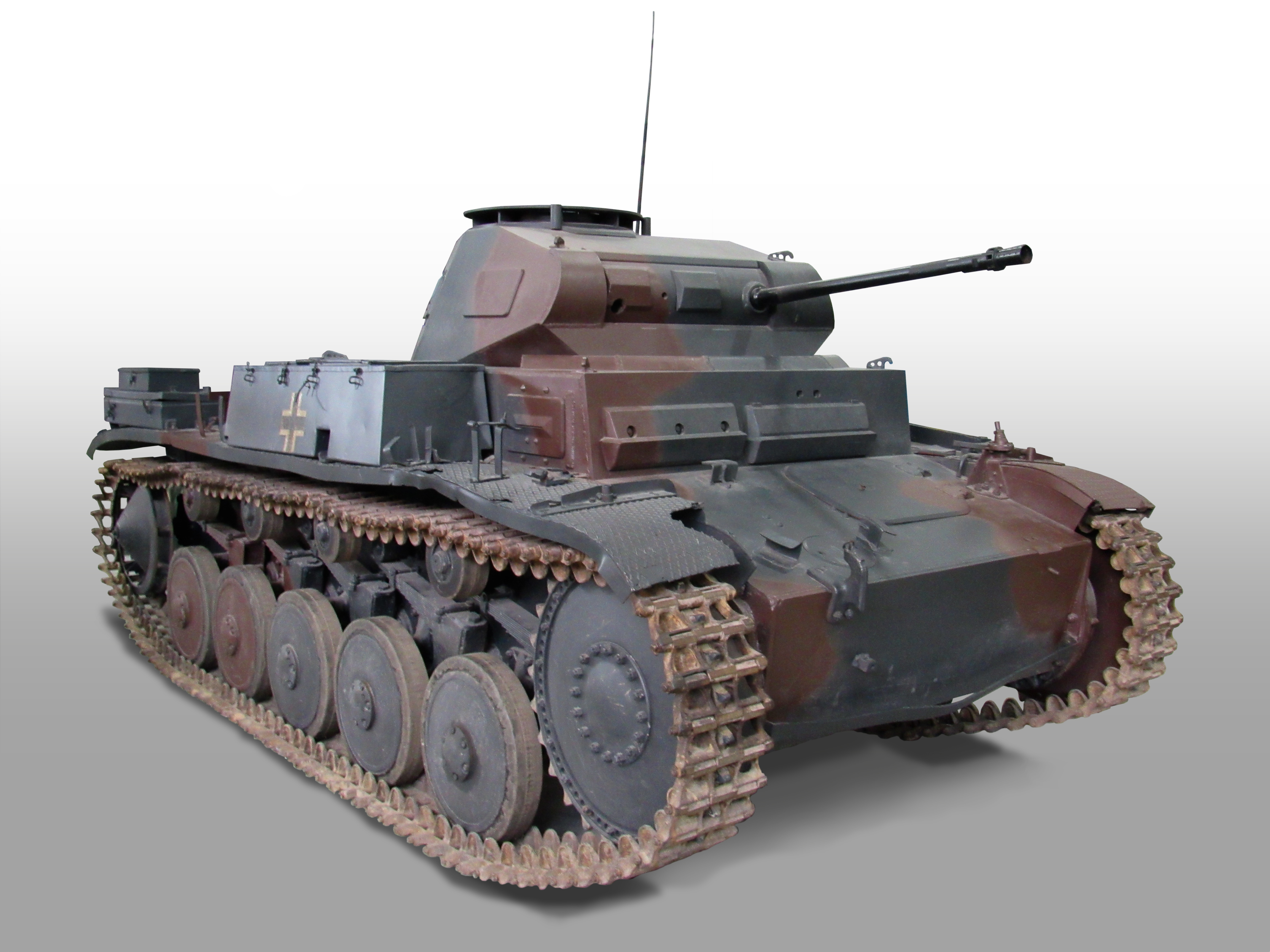
PzKpfw II Ausf. F

Ponieważ liczba czołgów średnich PzKpfw III i IV nadal była niewystarczająca, pod koniec 1940 roku wznowiono produkcję PzKpfw II. Nowa seria, oznaczona PzKpfw II Ausf. F, posiadała wszystkie usprawnienia wprowadzone we wcześniejszych modelach i nowe. Między innymi zastosowano płytę czołową biegnącą przez całą szerokość kadłuba, zwiększono grubość pancerza, usunięto płyty apligue, dokonano modyfikacji otworów obserwacyjnych umieszczonych w jarzmie broni, poprawiono mechanizm obrotowy wieży. Niektóre czołgi miały nowe działko typu 20 mm KwK 38 L/55. Do 1943 roku wyprodukowano 524 wozy tej serii.

### PzKpfw II Ausf. G
W czerwcu 1938 roku, zakłady MAN opracowały zupełnie nowe podwozie typu Schachtellaufwerk, składające się z pięciu niezależnych kół jezdnych, zamontowanych na osiach o różnej długości. Dzięki temu, koła wzajemnie na siebie zachodziły. Ten sam układ kół, wykorzystano także w wozach serii PzKpfw I Ausf. C i F. Na tym podwoziu osadzono kadłub czołgu PzKpfw II Ausf F z nowym silnikiem typu Maybach HL 45 P o mocy 150 KM. Dzięki temu, pojazd osiągał prędkość 50 km/h. Pomiędzy kwietniem 1941 a lutym 1942 roku, zbudowano jednakże tylko 12 egzemplarzy w trzech seriach, oznaczonych PzKpfw II Ausf. G1, G3 i G4.

### PzKpfw II Ausf. H/M
W 1940 roku w zakładach MAN rozpoczęto budowę ulepszonej wersji czołgu PzKpfw II Ausf. G – oznaczonej VK 903 – PzKpfw II Ausf.H napędzanej silnikiem gaźnikowym chłodzonym cieczą Maybach HL 66 P. Czołg miał rozwijać prędkość maksymalną 60 km/h i być wykorzystywany do rozpoznania oraz jako ruchomy opancerzony punkty obserwacyjny artylerii z odkrytą wieżą – VK 1301 – PzKpfw II Ausf.M. W 1941 roku zakłady MAN wyprodukowały jedno podwozie, lecz w związku ze standaryzacją sprzętu zaniechano ich produkcji.

### PzKpfw II Ausf. J
Podobnie jak w wypadku czołgu PzKpfw I, w grudniu 1939 roku podjęto próbę zwiększenia opancerzenia czołgu PzKpfw II Ausf. G, w celu uczynienia z niego dobrego wozu bezpośredniego wsparcia piechoty. Nowy model – oznaczony VK 1601 – PzKpfw II Ausf. J otrzymał pancerz boczny i tylny grubości 50 mm, natomiast czołowy zwiększono aż do 80 mm. Skutkowało to wzrostem całkowitej masy czołgu, aż do 18 000 kg, oraz spadkiem prędkości do 28 km/h. W okresie od kwietnia do grudnia 1942 roku wyprodukowano 22 sztuki tego pojazdu.

### PzKpfw II Ausf L. „Luchs”

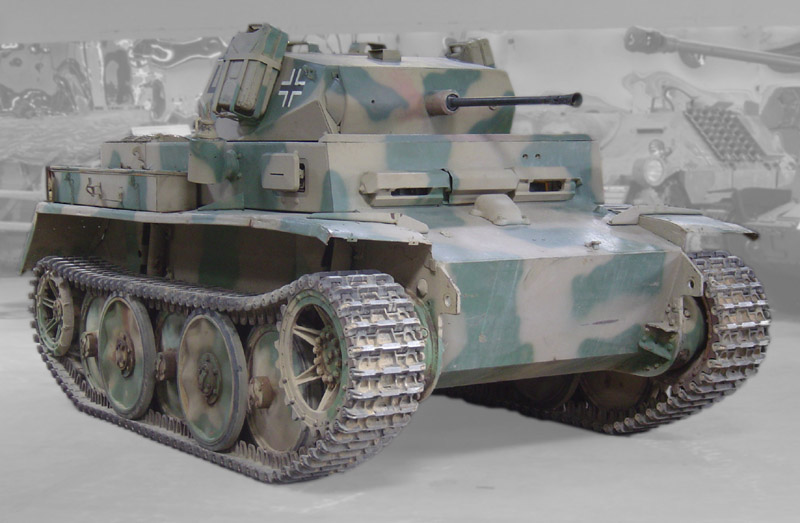
Panzer II Ausf. L w Musée des Blindés, Saumur

Czołg PzKpfw II Ausf. L nazwany „Luchs” (ryś) był ostatnim stadium rozwoju linii czołgów PzKpfw II Ausf. G/H/M. Na etapie projektu nosił oznaczenie VK 13.03. Był wozem na podwoziu typu Schachtellaufwerk, wyposażonym w silnik Maybach HL 66 P o mocy 180 KM, dzięki któremu mógł rozwijać prędkość do 60 km/h. Był opancerzony płytami o grubości 20 mm (z boku i z tyłu) oraz 30 mm (od czoła). Produkowano je tylko w wersji uzbrojonej w armatę 2 cm KwK 38 L/55 sprzężoną w wieży z karabinem maszynowym MG34 kalibru 7,92 mm. Do lutego 1944 powstało jedynie 140 czołgów w tej wersji. Masa całkowita wozu wynosiła 11 800 kg. W przeciwieństwie do poprzednich modeli, załogę Luchsa stanowiło czterech ludzi: dowódca, ładowniczy, celowniczy/radiotelegrafista, oraz kierowca/mechanik. Nie zmuszało to dowódcy do bezpośredniego angażowania się w obsługę czołgu i pozwalało na skuteczniejsze dowodzenie. Planowano, że dalsze czołgi z 800 zamówionych będą uzbrojone w armatę 5 cm KwK 39 L/60, jednakże po zakończeniu serii czołgów z armatą 2 cm, na przełomie listopada 1943 i stycznia 1944 anulowano dalsze zamówienia. Wbrew starszym publikacjom, wersja Luchs 5 cm miała mieć zakrytą wieżę (podobną do samochodu pancernego Sd.Kfz.234/2 Puma), lecz ostatecznie nie weszła do produkcji.

## Użycie
Na dzień 1 maja 1937 roku w wojsku niemieckim było 115 czołgów PzKpfw II, w październiku tego roku − 238, w październiku kolejnego roku – 823. Podobnie jak czołgi PzKpfw I, kilka czołgów PzKpfw II zostało w 1936 roku wysłanych do Hiszpanii w ramach pomocy dla nacjonalistycznej armii generała Franco. Już wtedy okazało się, że niemieckie czołgi nie mogą nawiązać równorzędnej walki z pojazdami służącymi w wojskach republikańskich, np. radzieckim T-26. Powodem było przede wszystkim zbyt słabe opancerzenie. Dlatego też wkrótce rozpoczęto przebudowę większości czołgów PzKpfw II Ausf. A/B/C.

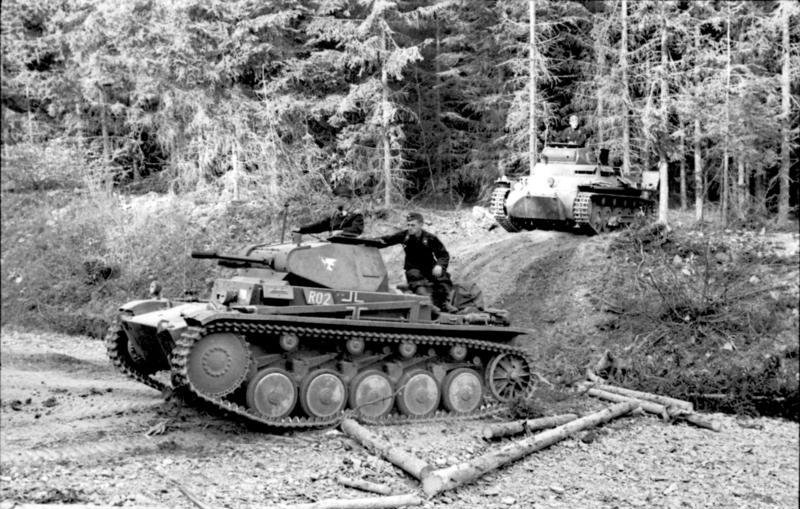
PzKpfw II oraz PzKpfw I na froncie zachodnim (maj 1940)

W lecie 1939 roku, Wehrmacht posiadał na stanie 1223 czołgi PzKpfw II różnych wersji (35% ogółu czołgów), które obok PzKpfw I, stanowiły rdzeń dywizji pancernych. Według etatu, w każdej z nich formowano 9 lekkich kompanii czołgów i cztery ciężkie. Wozy PzKpfw II wchodziły w skład zarówno kompanii lekkich, jak i kompanii ciężkich (w plutonach dowódców). Znaczna ich liczba trafiła także do dywizji lekkich, wspólnie z PzKpfw 35(t) i PzKpfw 38(t). Były to głównie szybsze modele D i E. W kampanii wrześniowej, czołgi PzKpfw II poniosły spore straty spowodowane min. zastosowaniem cienkiego pancerza o grubości 15 mm. Czołgi te stanowiły łatwy cel dla polskiej broni przeciwpancernej jak armaty Bofors, czy karabinu przeciwpancernego wz. 35, który mógł je skutecznie niszczyć z odległości 300 metrów. Czołgi Panzer II mogły być także skutecznie zwalczane przez dozbrojone w nkm 20 mm polskie tankietki TKS czy czołgi 7TP. Znaczna liczba czołgów PzKpfw II została uszkodzona i wyeliminowana z walki, aczkolwiek ostatecznie straty bezpowrotne wyniosły 83 czołgi nie nadające się do remontu.
Po kampanii wrześniowej czołgi te jednak nadal stanowiły większość w dywizjach pancernych, choć po doświadczeniach wojny w Polsce zadbano o zwiększenie grubości pancerza. Nie dość, że zastępowano nimi wycofywane PzKpfw I, to ciągle brakowało czołgów średnich, które mogłyby przejąć ich zadania. Dlatego też w kampanii na zachodzie Europy, wozy te stanowiły najliczniejszy typ pojazdów pancernych. Było ich 955 sztuk, co stanowiło ok. 37%. 18 z nich trafiło też w kwietniu 1940 roku do Norwegii, w ramach 40. Batalionu Specjalnego Przeznaczenia. Mimo iż czołgi PzKpfw II były słabsze od alianckich maszyn, przyczyniły się do niemieckiego sukcesu dzięki doktrynie Blitzkriegu, zapewniającej ruchliwość związków pancernych i ścisłą współpracę z lotnictwem. Działko 2 cm było praktycznie nieskuteczne przeciw pancerzom francuskich czołgów (ewentualnie tylko z małej odległości), a z kolei dodatkowe opancerzenie, którego nie otrzymały wszystkie czołgi, nie zabezpieczało całkowicie przed francuskimi działkami przeciwpancernymi kalibru 25 mm. Na skutek uszkodzeń bojowych, spisano ze stanu 194 PzKpfw II w maju 1940 roku i 46 w czerwcu (26% stanu wyjściowego).
W związku z powolnym napływem czołgów średnich do dywizji pancernych, pod koniec roku 1940 wznowiono produkcję czołgów PzKpfw II. Tym razem były to czołgi w wersji F, z dodatkowym opancerzeniem. Jednocześnie wycofywano z jednostek liniowych starsze modele, oraz czołgi PzKpfw I. Wozy PzKpfw II wzięły udział w walkach na Bałkanach, na Krecie, oraz w Afryce. W marcu 1941 r. 5. Dywizja Lekka DAK (Deutsche Afrika Korps) otrzymała 45 czołgów PzKpfw II, głównie wersji C. W momencie rozpoczęcia inwazji na Związek Radziecki służyło ich 746 sztuk. Z powodu słabości uzbrojenia i opancerzenia nie mogły się równać z większością czołgów radzieckich. Ich rolę ograniczono więc do służby w plutonach dowodzenia oraz rozpoznania. Z czasem liczebność wozów PzKpfw II malała, gdyż z początkiem roku 1944 zaprzestano ich produkcji. Dopiero w drugiej połowie tego roku rozpoczęto produkcję czołgów rozpoznawczych Luchs. Były one użytkowane zarówno na froncie wschodnim, jak i zachodnim, do końca wojny.
Czołgi PzKpfw II walczyły również w armii słowackiej. W 1942 roku Niemcy przekazali Słowakom 10 egzemplarzy. Po wojnie widziano je również na uzbrojeniu armii Libanu.

## Opis
Opis podstawowego modelu od Ausf. a1 do C
Czołg dzielił się konstrukcyjnie na podwozie, obejmujące kadłub, układ jezdny i układ napędowy, oraz nadbudówkę z wieżą, przykręcaną do podwozia. Kadłub był spawany z blach pancernych. W jego przedniej górnej płycie po lewej stronie był otwierany na bok właz dla kierowcy, a w tylnej górnej płycie był awaryjny wyłaz dla radiotelegrafisty. Przedział napędowy z tyłu czołgu oddzielony był od przedziału załogi ścianą ogniową. Silnik zamontowany był podłużnie, po prawej stronie przedziału napędowego.
Silnik uruchamiany był rozrusznikiem elektrycznym lub korbą rozruchową z zewnątrz.

## Dane techniczne
| Model                 | PzKpfw II Ausf. c                   | PzKpfw II Ausf. A/B/C/F                                   | PzKpfw II Ausf. D/E                                       | PzKpfw II Ausf. L Luchs             |
| Masa całkowita (kg)   | 8900                                | 9500                                                      | 10 000                                                    | 11 800                              |
| Długość (mm)          | 4810                                | 4810                                                      | 4640                                                      | 4630                                |
| Szerokość (mm)        | 2223                                | 2280                                                      | 2300                                                      | 2480                                |
| Wysokość (mm)         | 2020                                | 2020                                                      | 2020                                                      | 2210                                |
| Silnik                | Maybach HL 62 TR 140 KM             | Maybach HL 62 TRM 140 KM                                  | Maybach HL 62 TRM 140 KM                                  | Maybach HL 66 P 180 KM              |
| Prędkość (km/h)       | 40                                  | 40                                                        | 55                                                        | 60                                  |
| Zasięg na drodze (km) | 190                                 | 190                                                       | 200                                                       | 290                                 |
| Zasięg w terenie (km) | 125                                 | 125                                                       | 130                                                       | 175                                 |
| Załoga                | 3                                   | 3                                                         | 3                                                         | 4                                   |
| Uzbrojenie            | 20 mm KwK 30 L/55 1x MG34 (7,92 mm) | 20 mm KwK 30 L/55 lub 20 mm KwK 38 L/55 1x MG34 (7,92 mm) | 20 mm KwK 30 L/55 lub 20 mm KwK 38 L/55 1x MG34 (7,92 mm) | 20 mm KwK 38 L/55 1x MG34 (7,92 mm) |

|                         | PzKpfw II Ausf. c | PzKpfw II Ausf. c | PzKpfw II Ausf. c | PzKpfw II Ausf. c | PzKpfw II Ausf. F | PzKpfw II Ausf. F | PzKpfw II Ausf. F | PzKpfw II Ausf. F |
|                         | przód             | boki              | tył               | góra/dół          | przód             | boki              | tył               | góra/dół          |
| wieża                   | 14,5/*            | 14,5/68           | 14,5/68           | 10/0-4            | 30/*              | 14,5/69           | 14,5/69           | 10/0-13           |
| górny kadłub            | 14,5/81           | 14,5/90           | 14,5/81           | 10/0-9            | 30/80             | 14,5/90           | 14,5/81           | 14,5/0 10/8       |
| dolny kadłub            | 14,5/*            | 14,5/90           | 14,5/84           | 14,5/17-27 5/0    | 35/77             | 14,5/90           | 14,5/83           | 5/0               |
| osłona działa           | 16/*              | 16/*              | 16/*              | 16/*              | 30/*              | 30/*              | 30/*              | 30/*              |
| * – kształt profilowany |                   |                   |                   |                   |                   |                   |                   |                   |

| Odległość (m)                                                              | 100 | 500 | 1000 | 1500 | 2000 |
| Panzergranate                                                              | 20  | 14  | 9    | 0    | 0    |
| Panzergranate 40                                                           | 49  | 20  | 0    | 0    | 0    |
| Pzgr – pocisk przeciwpancerny (APCBC) Pzgr 40 – pocisk podkalibrowy (APCR) |     |     |      |      |      |

## Inne pojazdy na podwoziu PzKpfw II
W styczniu 1939 roku przystąpiono do prac nad czołgiem wyposażonym w miotacz ognia. Konstrukcję opracowano na podstawie wozu PzKpfw II Ausf. D i nazwano Flammpanzer II Ausf A. Później rozpoczęto także przebudowę czołgów PzKpfw II Ausf. E i oznaczano je Flammpanzer II Ausf B. Ogółem do kwietnia 1942 roku powstało 155 pojazdów obu typów. Przed planowaną inwazją na Wielką Brytanię, 52 wozy PzKpfw II Ausf. A/B/C przebudowano na czołgi-amfibie (Schwimmpanzer II). Podczas ataku na Związek Radziecki, wzięły one udział w forsowaniu Bugu.
Na bazie podwozia PzKpfw II powstało kilka dobrych konstrukcji dział samobieżnych. W listopadzie i grudniu 1941 roku, na specjalnie przebudowanych podwoziach, zamontowano ciężkie działa 150 mm sIG 33 L/12. Powstało w ten sposób 12 wozów Sturmpanzer II Bison. W 1942 roku rozpoczęto prace nad samobieżną haubicą. Na podwoziu czołgowym zabudowano lekką haubicę polową 105 mm leFH 18/2 L/26. Pojazd, nazwany Wespe (Osa), okazał się na tyle dobrą konstrukcją, że wybudowano aż 840 egzemplarzy, z czego 682 uzbrojono. Resztę przebudowano na transportery amunicyjne (Munitionsschlepper II).
W początkach wojny ze Związkiem Radzieckim zdobyto mnóstwo armat polowych F-22 kalibru 76,2 mm (niemieckie oznaczenie: 7,62 cm PaK 36(r) L/51). Zaczęto montować je na podwoziach czołgów serii PzKpfw II Ausf. D/E tworząc bardzo skuteczne niszczyciele czołgów Marder II (Kuna), w liczbie 202 sztuk. W lipcu 1942 roku na podwoziach PzKpfw II Ausf. A/B/C/F zaczęto montować nowe niemieckie działo przeciwpancerne 75 mm PaK 40/2 L/46. Wyprodukowano 576 sztuk tej wersji Mardera II. Znane są także przypadki zabudowywania na podwoziach czołgów PzKpfw II armat przeciwpancernych 50 mm PaK 38 L/60.
Oprócz konstrukcji typowo bojowych, podwozi PzKpfw II używano też do budowy wozów saperskich (Landungsleger II), wozów pogotowia technicznego (Bergepanzer II), czołgów mostowych (Brückenleger II) i kilku innych.